# Racing Club de Cannes 2018-2019
Questa voce raccoglie le informazioni riguardanti il Racing Club de Cannes nelle competizioni ufficiali della stagione 2018-2019.

## Organigramma societario
Area direttiva
- Presidente: Agostino Pesce

Area tecnica
- Allenatore: Riccardo Marchesi
- Allenatore in seconda: Alessandro Orefice
- Scout man: Daniele Panigalli

## Rosa
| N° | Nome               | Ruolo | Data di nascita   | Nazionalità sportiva |
| -- | ------------------ | ----- | ----------------- | -------------------- |
| 1  | Myriam Kloster     | C     | 4 agosto 1989     | Francia              |
| 2  | Héléna Cazaute     | S     | 17 dicembre 1997  | Francia              |
| 3  | Noemi Signorile    | P     | 15 febbraio 1990  | Italia               |
| 4  | Julia Szczurowska  | O     | 29 luglio 2001    | Polonia              |
| 6  | Michaela Madsen    | C     | 28 dicembre 1993  | Finlandia            |
| 7  | Luna Carocci       | L     | 10 luglio 1988    | Italia               |
| 8  | Christina Bauer    | C     | 1º gennaio 1988   | Francia              |
| 9  | Katharina Holzer   | O     | 29 giugno 1998    | Austria              |
| 10 | Adela Helić        | O     | 24 febbraio 1990  | Serbia               |
| 11 | Tanja Grbić        | P     | 9 luglio 1988     | Serbia               |
| 14 | Ljiljana Ranković  | S     | 8 aprile 1993     | Croazia              |
| 15 | Alison Redelberger | P     | 27 gennaio 2000   | Francia              |
| 16 | Ágnes Pallag       | S     | 2 settembre 1993  | Ungheria             |
| 17 | Vedrana Jakšetić   | P     | 17 settembre 1996 | Croazia              |
| 18 | Fanny Dumont       | S     | 8 febbraio 1999   | Francia              |
| 19 | Lili Laborde       | L     | 12 giugno 2001    | Francia              |
| 20 | Ludivine Casali    | L     | 6 novembre 1998   | Francia              |